# Denis Akimoto
Denis Akimoto (jap. 秋本 デニス, Akimoto Denisu; * 20. August 1991) ist ein japanischer Eishockeyspieler, der seit 2021 bei den Yokohama Grits spielt.

## Karriere
Denis Akimoto, Sohn einer Russin und eines Japaners, wuchs in Chabarowsk im äußersten Osten Russlands auf. Er besuchte die Sakae-Oberschule Saitama, wo er in der Eishockeymannschaft spielte. Nach seinem Schulabschluss spielte er von 2010 bis 2013 für das Team der Tōyō-Universität, an der er damals studierte. Nach seinem Studienabschluss wechselte er 2013 in die Asia League Ice Hockey zu den Nippon Paper Cranes, mit denen der Verteidiger auf Anhieb den ALIH-Titel gewinnen konnte. 2016 wechselte er für ein Jahr nach Deutschland zum EHC Timmendorfer Strand 06, für den er in der Oberliga Nord spielte. Anschließend kehrte er zu den Cranes nach Kushiro zurück. 2018 wechselte er in die Polska Hokej Liga. Während der COVID-19-Pandemie kehrte er nach Japan zurück.

### International
Für Japan nahm Akimoto im Juniorenbereich an der U18-Weltmeisterschaft 2009 und den U20-Weltmeisterschaften 2010 und 2011 jeweils in der Division I teil. Auch bei den Winter-Universiaden 2011 im türkischen Erzurum und 2013 im italienischen Trentino stand er für die Ostasiaten auf dem Eis.
Für das japanische Herren-Team wurde er erstmals zur Weltmeisterschaft 2014 in der Division I nominiert. Gleich in seinem allerersten Weltmeisterschaftsspiel erzielte er gegen den Olympiasiebten und Favoriten auf den Aufstieg in die Top-Gruppe Slowenien den überraschenden 2:1-Siegtreffer sieben Minuten vor Schluss der Begegnung. Er nährte damit die Hoffnung der Japaner, zehn Jahre nach dem Abstieg erstmals wieder in die höchste Stufe der Eishockey-Weltmeisterschaften zurückzukehren. Schlussendlich verpasste die Mannschaft durch eine 4:5-Niederlage nach Penaltyschießen im letzten Spiel gegen Ungarn den Aufstieg knapp.

## Erfolge und Auszeichnungen
- 2014 Gewinn der Asia League Ice Hockey mit den Nippon Paper Cranes